# Kusi Obodom
Kusi Obodom, död 1764, var Asantehene, monark, i Ashantiriket mellan 1750 och 1764.